# Philippe Marie Visconti
Cette personne ne doit pas être confondu avec Filippo Maria Visconti (archevêque) (it), prélat des XVIIIe et XIXe siècles.
Pour les articles homonymes, voir Visconti.
Philippe Marie Visconti, en italien Filippo Maria Visconti, né le 23 septembre 1392 et mort le 13 août 1447 à Milan, est duc de Milan de 1412 à sa mort.

## Biographie
Dès l'enfance, l'existence de Philippe Marie est marquée par de nombreux problèmes physiques. Bien avant que son frère aîné Jean Marie ne soit conçu, Catherine, leur mère, subit plusieurs fausses couches qui doivent être probablement attribuées au rapport endogame du couple ducal Jean Galéas et Catherine qui sont en effet cousins au premier degré. Craignant de ne pouvoir avoir de descendance, le couple fait vœu d'offrir à la Madone ses futurs fils. Catherine devint enceinte de l'aîné Jean en 1388 et, en 1392, c'est au tour du cadet Philippe. Aux deux, on impose le second prénom de Marie pour remercier la Vierge de la grâce reçue. Bien qu'il soit déclaré sain et robuste à la naissance, le petit Philippe Marie souffre dès ses premières années de rachitisme, ce qui l'empêche, même adulte, de se promener ou de se tenir debout longtemps.
En 1402, Jean Galéas meurt, après avoir, sept ans auparavant en 1395, obtenu l'élévation au rang de duc de Milan. Le titre et la seigneurie des vastes possessions viscontiennes passe à l'aîné Jean Marie. Celui-ci ayant à peine treize ans, la tutelle est confiée à la mère Catherine, nommée régente. Le petit Philippe Marie est envoyé à Pavie dont le territoire lui a été assigné comme comté par le testament du père.
Le gouvernement de Jean Marie est lourdement marqué par les conflits entre les factions politiques adverses qui recherchent alors la prédominance dans le duché. Au cours de la lutte, la suprématie revient au condottiere Facino Cane qui réussit à fomenter une rivalité entre le jeune duc et la régente. Déterminé à atteindre son but, il voit son action se concrétiser en 1404 lorsque Jean Marie fait arrêter et enfermer sa mère dans le château de Monza. Ironie du sort, ce château était celui que lui avait offert, le jour de ses noces, son mari Jean Galéas, vingt-quatre ans plus tôt. Après environ deux mois de captivité, Catherine meurt, dans l'indifférence des grands tumultes politiques.

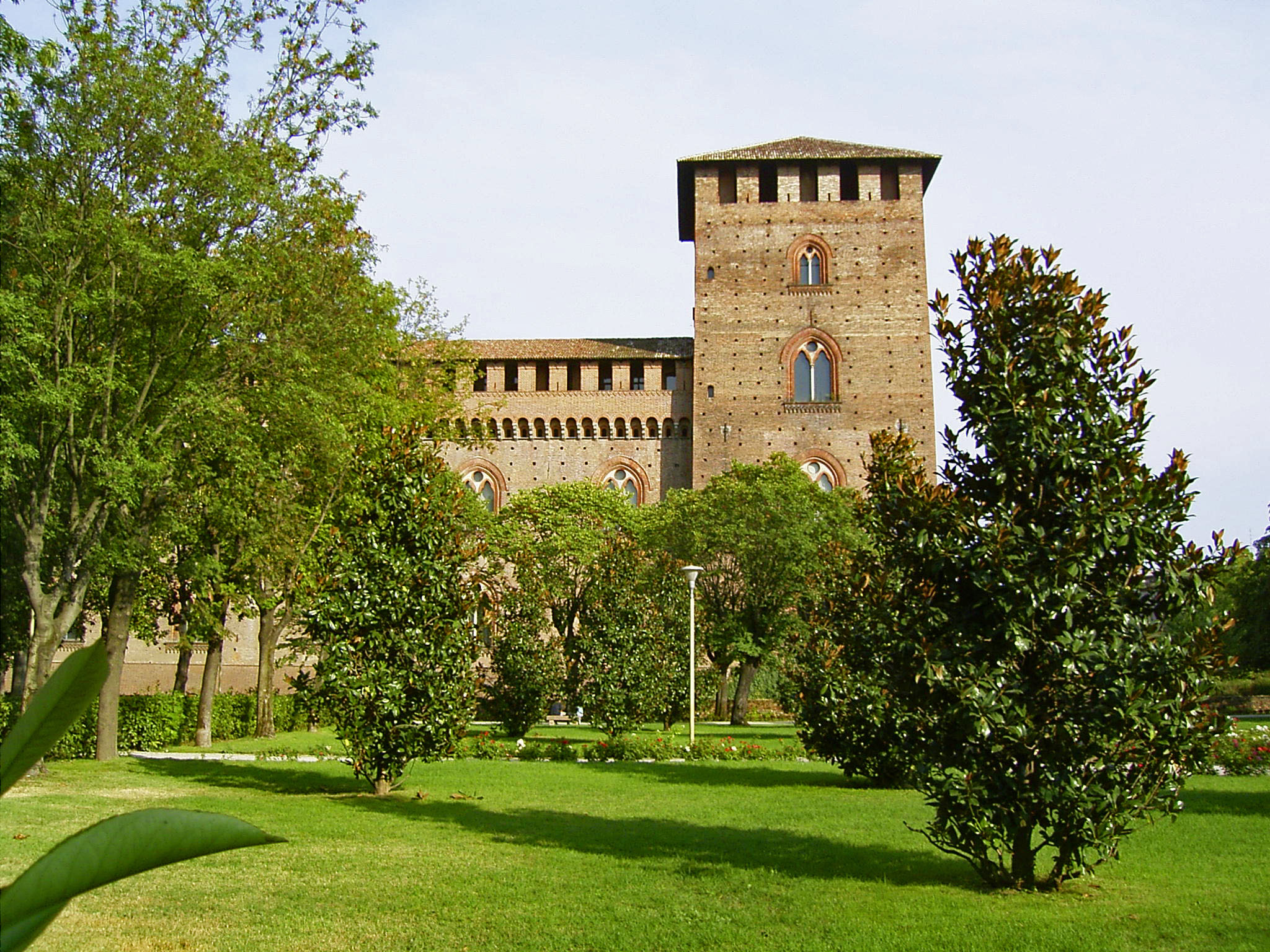
Le château de Pavie.

Seul, Philippe Marie se préoccupe d'elle, mais sans pouvoir faire grand chose car retranché derrière les murs du château de Pavie, il assiste impuissant à l'effritement de l'État créé par son père et ses ancêtres, pendant que son frère aîné se brouille toujours plus avec l'aristocratie et le peuple milanais. Jean Marie ne réserve pas à son jeune frère le même traitement. Âgé de douze ans, le cadet est un adversaire — du moins pour l'instant — de peu de poids en raison de sa santé fragile et du peu de moyens avec lesquels il passe son existence à Pavie. Existence qui, à partir de 1410, est mise encore plus en suspens, quand Facino Cane réussit à occuper la ville.
Pour Philippe Marie, le grand changement arrive en 1412, lorsque, en l'espace de quelques jours, Facino Cane et le duc meurent. Des deux, Philippe Marie reçoit d'importants héritages. Du premier, sa veuve Béatrice Lascaris de Tende âgée de quarante-deux ans que Facino avait confiée à Philippe Marie en même temps qu'une considérable dot, en échange de la promesse d'en faire sa conjointe ; du second, le titre ducal et la seigneurie des territoires assujettis à Milan — héritage plus difficile à gérer puisque l'État viscontien se trouve dans une situation de profonde crise politique et économique.
Philippe Marie, personnage paranoïaque, superstitieux mais pragmatique, voire cynique, fait montre d'une considérable adresse politique. Il épouse Béatrice, soutenu par l'archevêque de Milan Bartolomeo Capra (it), et, avec les ressources économiques et militaires apportées en dot par sa femme, il réussit à redresser partiellement son État. Lorsque sa femme se montre trop intéressée aux événements politiques, il la fait décapiter en 1418 près du château de Binasco en même temps qu'un homme avec lequel elle est prétendument accusée d'adultère.
Philippe Marie est soupçonné de comportement luxurieux : alors qu'à sa cour il s'entoure de pages qui le suivent partout, il entretient par ailleurs un rapport stable avec Agnès du Maine, fille du comte palatin Ambrogio et probablement dame de compagnie de sa femme. En 1425, de cette relation naît Blanche Marie, unique fille naturelle de Philippe Marie.
En 1423, Giorgio Ordelaffi, seigneur de Forlì, meurt en laissant son fils Teobaldo Ordelaffi sous le tutorat de Philippe Marie — ce dernier saisit l'occasion de tenter la conquête de la Romagne. Une guerre éclate alors avec Florence, fermement décidée à contrarier ses ambitions.
Venise, après quelques retournements et convaincue par le comte de Carmagnola, se décide à intervenir en 1425 en faveur des Florentins. La guerre se déplace en Lombardie et, en mars 1426, Carmagnola fomente la révolte de Brescia qu'il avait lui-même conquis pour les Visconti cinq ans auparavant. Après un long siège et la destruction de la flotte ducale qui apportait des vivres à la ville assiégée, Venise conquiert Brescia et le rivage oriental du lac de Garde. Philippe Marie demande inutilement de l'aide à l'empereur Sigismond et, en 1426, est contraint d'accepter la paix aux conditions proposées par le pape Martin V, la cession de Brescia et la restitution à Carmagnola de tous ses avoirs restés à Milan.

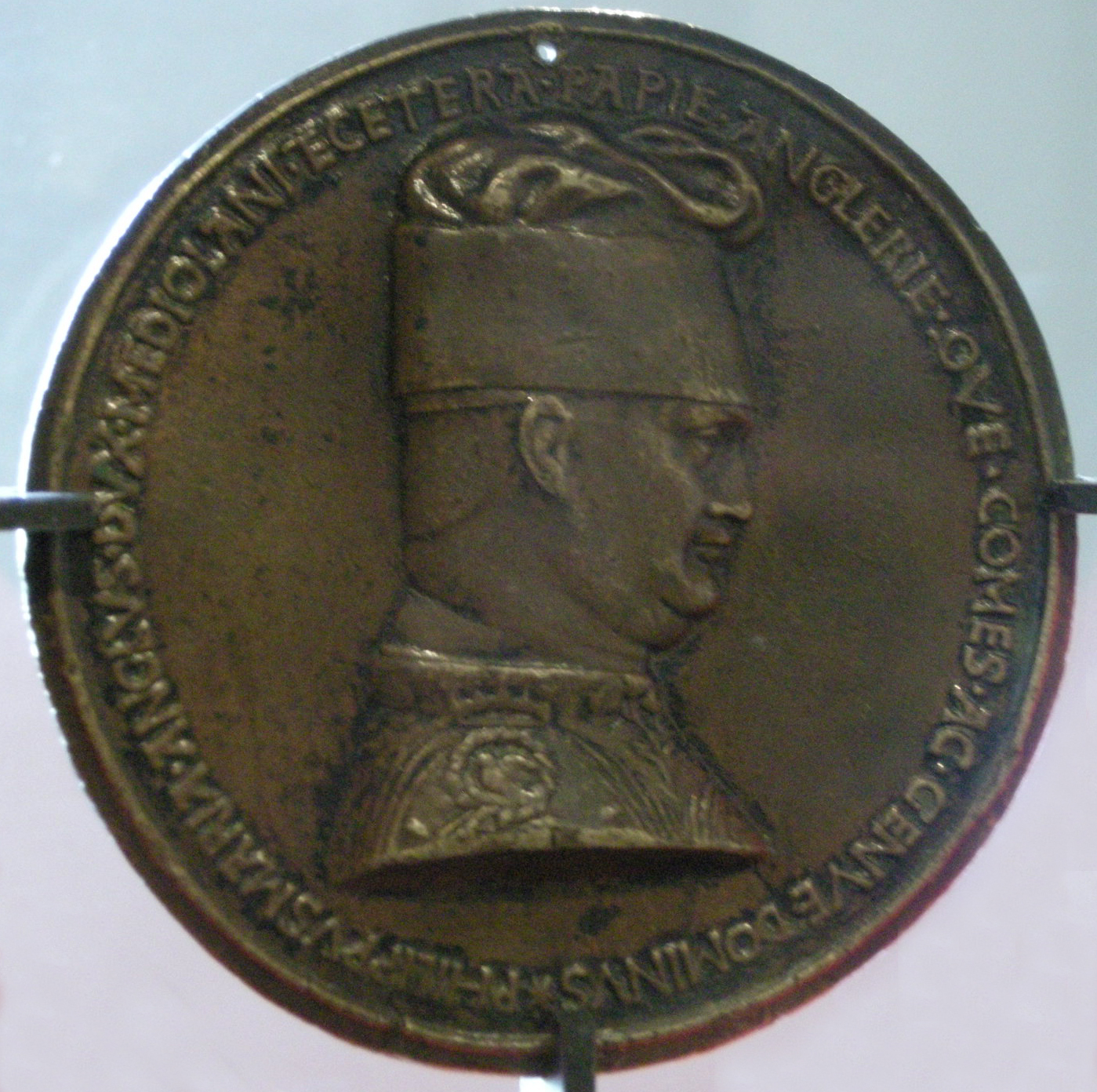
Philippe Marie Visconti représenté de profil sur une médaille par Pisanello.

La paix est mal acceptée et par la population milanaise et par l'empereur ; les réprimandes de ce dernier donnent à Philippe Marie un prétexte pour reprendre les hostilités qui amènent à sa défaite à Maclodio, le 12 octobre 1427, citée par Alessandro Manzoni. Cette défaite est suivie d'une nouvelle paix conclue à Ferrare avec la médiation de Nicolas III d'Este qui comporte pour le duché de Milan la perte définitive de Bergame et de Brescia.
En 1428, se trouvant dans une impasse politique, il fait tout pour s'allier avec le duc de Savoie et épousa sa fille Marie ; dans l'urgence des événements, il se désintéresse de la dot et, plus tard, il reverse sur la jeune femme la hargne pour la situation dans laquelle il en est venu à se trouver.
En 1431, est élu le nouveau pape, Eugène IV, Vénitien et, de ce fait, hostile aux Visconti.
Philippe Marie Visconti cède aussi au pape Forlì et Imola, lorsque Ferrare, Mantoue, le Montferrat et la Savoie se liguent contre lui.
En 1433, le duc profite du départ d'Italie de l'empereur Sigismond pour envahir les Etats pontificaux et les Marches avec son condottiere Francesco Sforza. Il prend pour prétexte l'exécution du concile de Bâle, et dit être mandaté pour chasser de Rome le pape Eugène IV. Ce dernier se soumet et nomme Sforza vicaire de la marche d'Ancône et gonfalonier pour l'acquérir à sa cause. Furieux du changement de camp de son condottiere, Philippe Marie envoie Piccinino et Fortebraccio mener une offensive dans les Etats du pape. Celui-ci est contraint de fuir à Florence, et la république est proclamée par le peuple romain en mai 1434.
Milan est également impliqué dans la guerre de succession napolitaine qui oppose René d'Anjou à Alphonse d'Aragon. Ce dernier capture Philippe Marie près de Ponza le 5 août 1435, mais il décide finalement de le libérer et de s'allier avec lui.
Le 9 novembre 1439, Piccinino est battu à Riva. Sforza et Gattamelata conquièrent Brescia, Crémone, Bergame et la Ghiara d'Adda. Philippe Marie est obligé de reconnaître ces acquisitions à Francesco, qui épouse sa fille Blanche Marie le 25 octobre 1441. Les tenants de Sforza à la cour de Philippe voient en Blanche Marie, et donc en son mari, le successeur naturel et surtout celui qui pourrait les défendre de l'avidité vénitienne.
Le 10 décembre 1441, une nouvelle paix est conclue à Cavriana, entérinant l'indépendance de Gênes et consacrant les conquêtes des coalisés. Philippe Marie tente en 1444 de reconquérir Crémone et Pontremoli, domaine de Sforza alors en campagne à Rome, mais ses alliés vénitiens prennent sa défense et poursuivent le Visconti jusqu'à Milan même.
Vers la fin du printemps 1446, en raison de l'aggravation de ses conditions de santé, Philippe Marie se préoccupe du salut de son âme en chargeant un groupe de théologiens de trancher le débat de savoir si un « signore temporale si possa salvare appresso Iddio » (seigneur temporel pouvait être sauvé après Dieu). Rassuré du verdict du collège des spécialistes, il se concentre alors sur sa succession, et reconnaît le 10 novembre l'autorité suprême de son gendre Francesco sur toutes les troupes et places fortes du duché.
Francesco, à qui les sautes d'humeur de son beau-père sont désormais notifiées, hésite et repousse son retour à Milan, en demandant des garanties en échange des promesses du beau-père. Les négociations se prolongent et subissent un arrêt en raison de l'excessif enthousiasme avec lequel Sforza est attendu à Milan. Le 5 mai 1447, le porte-parole de Sforza à Milan écrit : « le duc est entré en grande jalousie et son esprit n'est pas sincère ».
L'agonie de Philippe Marie déchaîne la course à la succession. Le testament de Jean Galéas Visconti disposait qu'en cas de manque de descendance masculine, la ligne de succession devait être celle de sa fille Valentine. Les Français, forts de ce fait, revendiquent le duché pour Charles d'Orléans. D'un autre côté, les Espagnols soutiennent (faussement) que le testament de Philippe Marie est en faveur d'Alphonse V d'Aragon. Parmi les Italiens, outre Sforza, Louis Ier de Savoie, frère de la duchesse, revendique le titre, contrairement à d'habiles juristes, parmi lesquels Piccolomini, qui assurent que le titre doit être rendu à l'Empereur.
Le seul qui aurait pu faire la lumière était Philippe Marie lui-même qui, cependant, avait perdu tout intérêt pour le gouvernement du duché et, aux questions inquiètes concernant la succession, répondait qu'« après lui, tout irait à la ruine », anticipant le plus célèbre « Après moi le déluge » de Louis XV.
Le 6 août, il renonce aux soins et le 11, son état empire. Dans la nuit du 12 au 13 août, il demande à être tourné dans son lit avec le visage face au mur et, peu après, il meurt, isolé comme il avait vécu.
Un groupe de nobles et de juristes de l'université de Pavie instaure, à sa mort, un gouvernement républicain qui est nommé République ambrosienne (Aurea Repubblica Ambrosiana).

## Apports
Philippe Marie a mis en place un État moderne qui se caractérise par la mise sous surveillance du clergé, l'application de politiques sanitaires, le perfectionnement de la fiscalité et surtout l'accroissement des compétences du gouvernement central, entouré par des juristes formés à l'université de Pavie, devenue le centre d'élaboration politique et juridique de l'idéologie princière.

## Le personnage historique
En Philippe Marie Visconti, la veine de folie qui a traversé les générations de la dynastie Visconti ne se manifesta pas au travers des attitudes perversement cruelles et sanguinaires qui avaient caractérisé son frère Jean Marie et quelques prédécesseurs mais plutôt avec une misanthropie paranoïaque qui l'amena à vivre complètement isolé dans la forteresse de la Porta Giovia (it) et à tisser ses trames, entouré d'un petit groupe de très fidèles.
Il était hypocondriaque et maniaquement soupçonneux, même vis-à-vis des familiers qui étaient constamment surveillés par un réseau d'espions — qui s'étendait jusqu'aux confesseurs de sa femme et de son amant, lui rapportant chaque mot.
Philippe Marie était de plus extrêmement superstitieux, il s'entourait d'astrologues chargés de lui indiquer le lieu et l'instant les plus propices pour chaque action. Malgré cela, il eut une grande adresse politique et la capacité de choisir et mener d'excellents condottières (Carmagnola, Sforza, Piccinino) qui lui permirent de rendre au duché de Milan le prestige dont il jouissait du temps de Jean Galéas Visconti.

## Descendance
- Premier mariage Béatrice Lascaris sans descendance
- Second mariage Marie de Savoie sans descendance
- Enfants illégitimes avec Agnès du Maine
  - Catherine Marie, morte peu après la naissance
  - Blanche Marie Visconti qui épousa, en 1441, François Sforza et devint ainsi duchesse.